# Ben Tucker
Benjamin Mayer Tucker (Nashville, 13 december 1930 – Savannah (Georgia), 4 juni 2013) was een Amerikaanse jazzbassist en -componist.
Tucker speelde rond 1948 tuba en studeerde aan Tennessee State University. Hij speelde een paar jaar in clubs in Nashville, daarna werkte hij enkele jaren in Los Angeles met Warne Marsh en Art Pepper. In de jaren vijftig werd hij actief als studiomuzikant en speelde hij mee op veel albums van onder anderen Kenny Burrell, Conte Candoli en Ted Brown. In 1959 vertrok hij naar New York, waar hij onder meer met Roland Hanna speelde, zangeres Chris Connors begeleidde en een duo had met Freddie Gambrell. In de jaren zestig werkte hij met Grant Green, Herbie Mann, Marian McPartland, Illinois Jacquet, Dexter Gordon en Billy Taylor samen. Hij werkte in die jaren mee aan opnames van bijvoorbeeld Lou Donaldson, Gerry Mulligan, Gil Evans, Oliver Nelson en Jimmy Smith.
Tucker was ook als componist actief. Hij schreef zo'n driehonderd nummers, waaronder verschillende jazzstandards. Zo componeerde hij met Bob Dorough het nummer "Comin' home baby", dat onder meer door Quincy Jones, Hank Jones, Mel Tormé, Herbie Mann en Michael Bublé op de plaat werd gezet.
Naast jazz was golf een passie van Tucker. Deze passie werd hem uiteindelijk fataal: in 2013 werd zijn golfkar op de autoweg geramd door een automobilist.